# Platycleis salmani
Platycleis salmani är en insektsart som beskrevs av Battal Çiplak 2002. Platycleis salmani ingår i släktet Platycleis och familjen vårtbitare. Inga underarter finns listade i Catalogue of Life.